# Red de Accesos de la Ciudad de Buenos Aires
La Red de Accesos a Buenos Aires es un conjunto de importantes avenidas, autovías, autopistas y vías férreas que conectan la ciudad de Buenos Aires (Argentina) con otras ciudades y localidades del interior.

## Accesos Viales
| Identificador | Denominación           | Tipo      | Itinerario                                                                                            |
| ------------- | ---------------------- | --------- | --- |
| RP27          | Avenida del Libertador | Avenida   | Vicente López, San Isidro, San Fernando y Tigre.                                                      |
| RN-9          | Autopista Acceso Norte | Autopista | Área metropolitana de Buenos Aires, Campana, Zárate, San Pedro, San Nicolás de los Arroyos y Rosario. |

| Identificador | Denominación                    | Tipo      | Itinerario                                                               |
| ------------- | ------------------------------- | --------- | ------------------------------------------------------------------------ |
| RP8           | Avenida San Martín              | Avenida   | San Martín, San Miguel, José C. Paz y Pilar.                             |
| RP201         | Calle Lincoln/Marcelo T. Alvear | Calle     | Caseros, El Palomar, Hurlingham, William C. Morris y Bella Vista.        |
| RN-7          | Autopista Acceso Oeste          | Autopista | Ciudadela, Ramos Mejía, Morón, Merlo, Moreno, General Rodríguez y Luján. |
| RP7           | Avenida Rivadavia               | Avenida   | Ciudadela, Ramos Mejía, Morón, Merlo, Moreno, General Rodríguez y Luján. |

| Identificador | Denominación                              | Tipo      | Itinerario                                                                                 |
| ------------- | ----------------------------------------- | --------- | ------------------------------------------------------------------------------------------ |
| RN3           | Avenida Juan Manuel de Rosas              | Avenida   | Lomas del Mirador, San Justo, Isidro Casanova, González Catán, Virrey del Pino y Cañuelas. |
| RN-A002       | Autopista Teniente General Pablo Riccheri | Autopista | Villa Eduardo Madero, Tapiales, Aldo Bonzi, Ciudad Evita y Ezeiza.                         |
| RP063-01      | Camino Negro                              | Autopista | Villa Fiorito, Ingeniero Budge, Banfield y Lomas de Zamora.                                |
| RP205         | Avenida Hipólito Yrigoyen                 | Avenida   | Avellaneda, Gerli, Lanús, Remedios de Escalada, Banfield, Lomas de Zamora y Temperley      |

| Identificador | Denominación                      | Tipo      | Itinerario                                                                                     |
| ------------- | --------------------------------- | --------- | ---------------------------------------------------------------------------------------------- |
| RN-A001       | Puente Nicolás Avellaneda         | Puente    | Avellaneda y Dock Sud                                                                          |
| RN-1          | Autopista Buenos Aires - La Plata | Autopista | Avellaneda, Dock Sud, Sarandí, Bernal, Quilmes, Berazategui, Villa Elisa, City Bell y La Plata |

| Identificador | Denominación          | Tipo      | Itinerario |
| ------------- | --------------------- | --------- | --- |
| RN-A001       | Avenida General Paz   | Autopista | Vicente López, Florida, Villa Martelli, San Martín, Villa Lynch, Sáenz Peña, Ciudadela, Lomas del Mirador y Villa Eduardo Madero |
| AV2           | Avenida 27 de Febrero | Autovía   | Ciudad de Buenos Aires |

## Ferrocarriles
Los ferrocarriles metropolitanos de Buenos Aires componen una extensa red conformada por siete líneas de trenes suburbanos, seis líneas de subterráneos, una línea de tren ligero y un tranvía que sirven al área del Gran Buenos Aires. Este conjunto opera sobre unos 815 km de vías, de los cuales 213 km están electrificados y el resto presta servicios de tracción diésel.
Alrededor de 1.000 millones de pasajeros utilizan anualmente el servicio ferroviario, que cuenta con un total de 305 estaciones.
La red ferroviaria de Buenos Aires y su área metropolitana puede considerarse como la mayores redes de trenes metropolitanos del mundo.